# L'home invisible (Salvador Dalí)
L'home invisible és una obra del pintor Salvador Dalí realitzada entre 1929 i 1933. Està feta mitjançant la tècnica de l'oli sobre llenç, és d'estil surrealista i les seves mides són 140 × 81 cm. Es troba al Museu Reina Sofia a Madrid. Es tracta d'una obra experimental on Dalí pinta imatges de doble sentit.
Encara que l'obra està inacabada i és un intent fracassat de crear un bon quadre, constitueix el primer llenç de Dalí que conté una doble imatge. Encara que la pintura no va satisfer l'artista, després va seguir pel camí dels enganys visuals, creant algunes obres realment bones. Sembla que la idea del quadre li va ser suggerida per un llibre de l'antic Egipte les il·lustracions del qual havia admirat des de petit. També està inspirada en les pintures de Giuseppe Arcimboldo, pintor renaixentista que pintava rostres humans a força de flors, fruites, plantes, animals o objectes.
Dalí considerava L'home invisible un fetitxe paranoic, protector seu i de Gala, la seva dona. A Vida secreta, Dalí descriu el personatge com un individu de somriure benèvol, capaç d'exorcitzar tots els seus temors i fer-los fugir. No obstant això, més que en un home, Dalí pensava en Lídia Noguer, una extravagant pagesa de Port Lligat a qui ell i Gala van comprar la seva primera casa.
Aquest quadre, del qual es coneix també un estudi preparatori, li serví per pintar-ne alguns d'altres com Espanya, La metamorfosi de Narcís i El gran paranoic.

## Descripció
En el quadre de Dalí es pot veure una persona asseguda, de proporcions gegantines i prolongades. El cap de l'individu es forma amb algunes ombres i relleus de construccions i escultures que es troben molt allunyades de l'espectador. Els núvols simulen els cabells i dues esferes blaves els ulls. El braç dret, que està inacabat, està format, en part, per l'esquena de l'estàtua d'una dona amb un coll desproporcionat.
El braç esquerre està format per una columna i es delimita amb l'edifici negre que hi ha en primer pla a la dreta del quadre. Aquesta estructura té, a més, dues escultures de dones disseccionades i de diferents colors.
Enmig, a la part inferior, hi ha una mena de maniquí, el qual té una llarga cabellera que ascendeix i es bifurca en la seva punta, definint així les mans del gegant. Les cames estan formades per una cascada i una secció del terra del mateix color blau.
Davant del maniquí hi ha un lleó daurat que es repeteix en moltes altres obres de l'artista. Hi ha altres elements surrealistes del quadre que només són ornamentals. A la dreta hi ha, en primer pla, un conjunt d'escultures satíriques: tres homes i tres nens.
A l'esquerra hi ha una pilastra sobre la qual hi ha una escultura d'un perfil de dona que es repeteix en moltes altres pintures de Dalí. Més enrere hi ha una plataforma i, a sobre, un cavall blanc. Finalment, sobre la mà dreta del gegant hi ha una forma simètrica i estranya que sembla dissecada.